# Krzysztof Szewczyk (piłkarz)
Krzysztof Szewczyk (ur. 13 września 1976 w Miliczu) – polski piłkarz, występujący na pozycji pomocnika.
Profesjonalne występy zaczął w wieku 19 lat w zespole Barycz Milicz, skąd przeniósł się do zespołu Polaru Wrocław. Już po sezonie gry w Polarze przeniósł się do Śląska Wrocław. Po dwóch sezonach występów w II lidze, awansował wraz ze Śląskiem do ekstraklasy. W pierwszym sezonie w najwyższej klasie rozgrywek Szewczyk pojawił się 14 razy na boisku i strzelił jedną bramkę. Bardziej udanym sezonem był dla niego sezon 2001/2002, gdzie wystąpił w 25 ligowych meczach i strzelił 3 bramki.
W kolejnym sezonie przeszedł do Legia Warszawa na zasadzie wypożyczenia, jednak w barwach tego klubu nie wystąpił ani razu i został oddelegowany do czwartoligowych rezerw. Po roku wrócił do trzecioligowego już wtedy Śląska. Po dwóch latach wspólnie ze Śląskiem awansował do II ligi. 26 kwietnia 2006 w meczu Śląska Wrocław z Drwęcą Nowe Miasto Lubawskie został sfaulowany przez Krzysztofa Filipka. Doznał otwartego złamania nogi z przemieszczeniem, które na ponad rok wyeliminowało go z uprawiania futbolu.